# Дэлинха
Дэлинха́ (кит. упр. 德令哈, пиньинь Délìnghā; тиб. གཏེར་ལེན་ཁ།, Вайли: gter-len-kha; монг.:Delhi hot) — городской уезд Хайси-Монгольско-Тибетского автономного округа провинции Цинхай (КНР).

## История
В 1958 году из уезда Дулан был выделен уезд Дэлинха (德令哈县). В 1962 году он был присоединён к уезду Улан.
В 1988 году был образован городской уезд Дэлинха.

## Административное деление
Городской уезд Дэлинха делится на 3 уличных комитета, 3 посёлка, 1 волость.

## Достопримечательности
- На горе Байгун, примерно в 40 км к юго-западу от города, в 1996 году были обнаружены якобы доисторические металлические трубы, названные Байгунские трубы. Место обнаружения использовано властями как центр туристического притяжения[2].